# Relógio de bolso

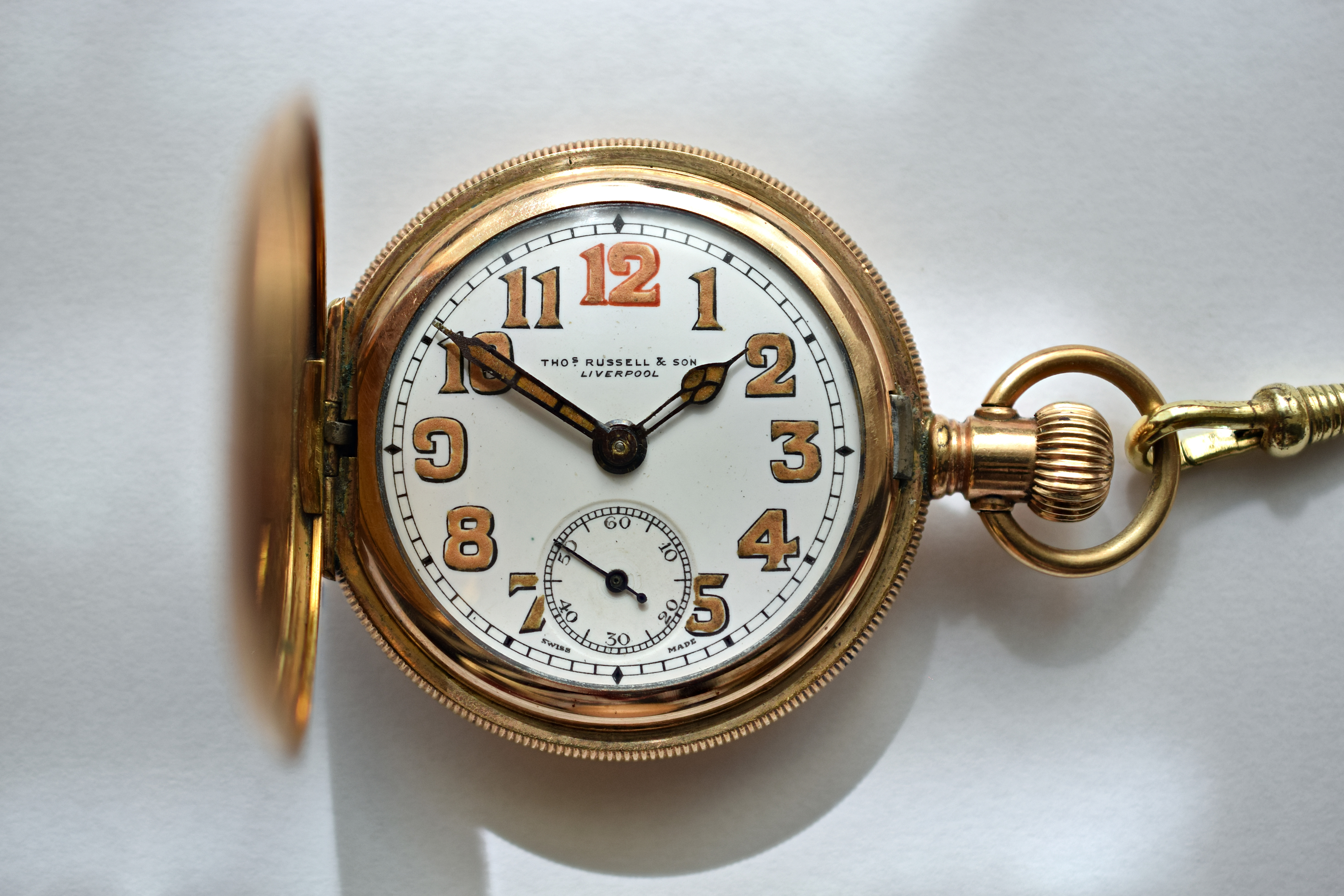
Savonette com ponteiros de catedral e mostrador luminescente feito por Thos. Russell & Son (provavelmente na década de 1920)

O relógio de bolso é um relógio que é feito para ser carregado em um bolso, em oposição a um relógio de pulso, que é amarrado ao pulso.

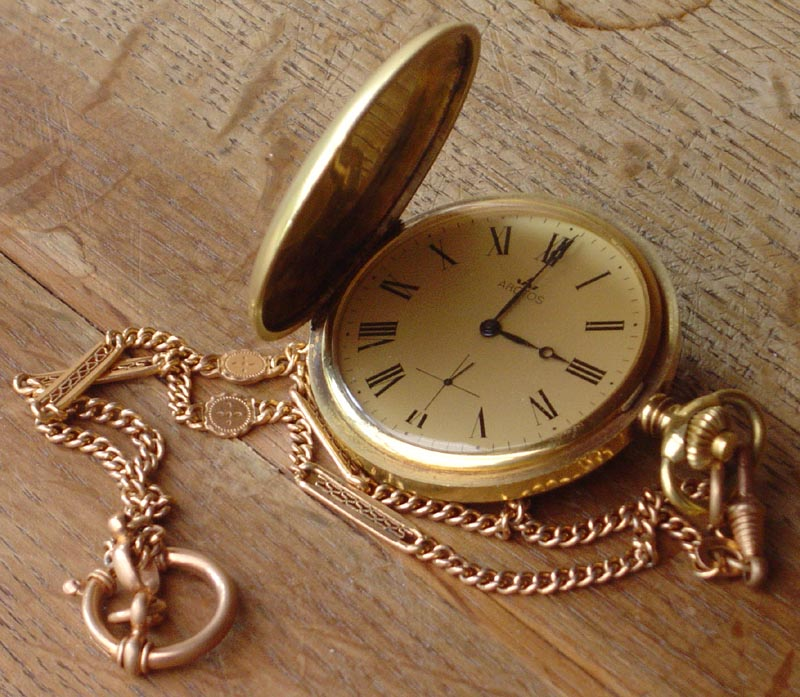
Um relógio de bolso dourado com caixa de caçador e corrente de relógio

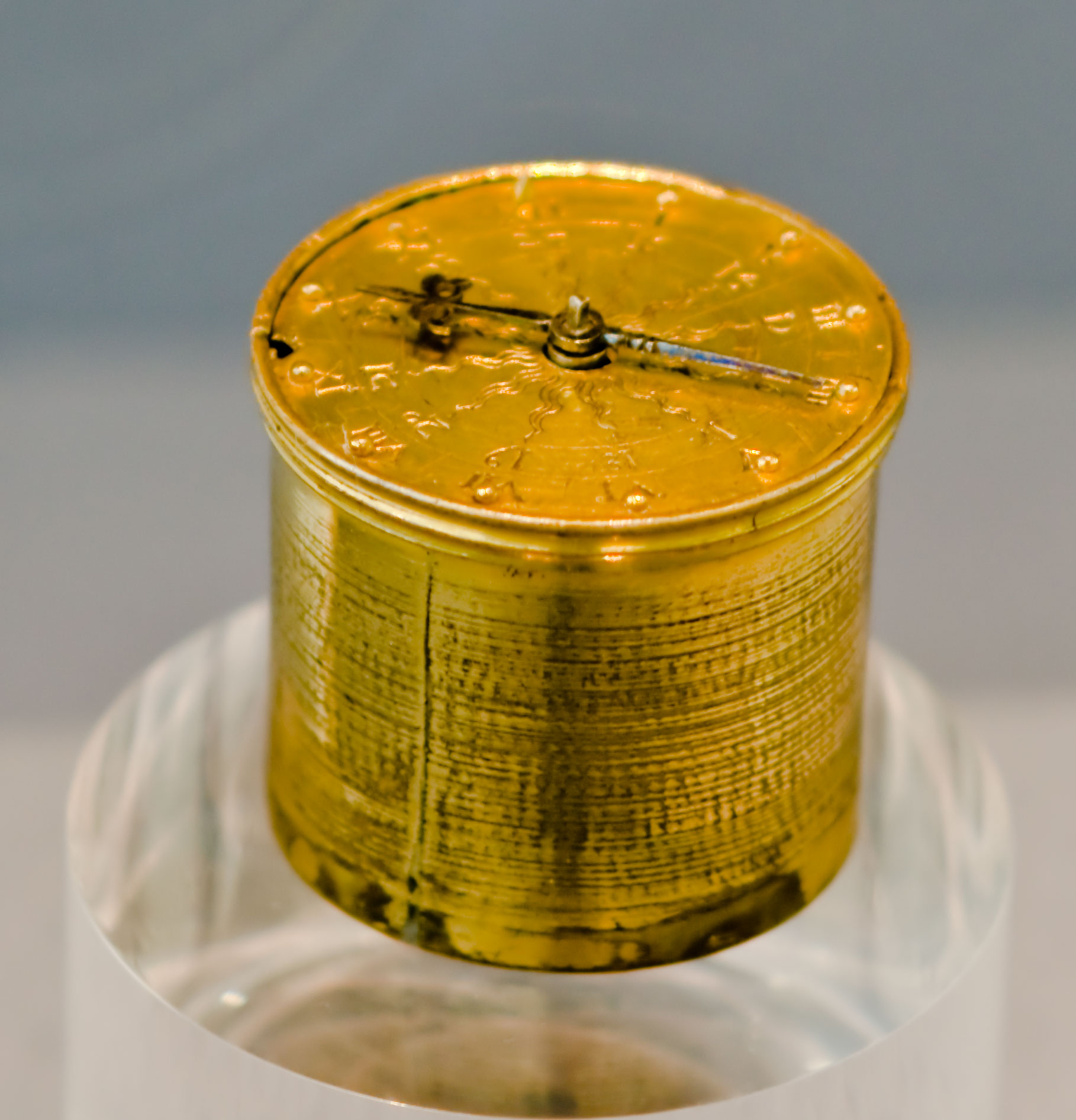
Os relógios de bolso evoluíram de relógios-relógio, supostamente chamados de ovos de Nuremberg, usados em correntes ao redor do pescoço. Exemplo de Peter Henlein, 1510, Germanisches Nationalmuseum Nuremberg.

Eles foram o tipo mais comum de relógio desde seu desenvolvimento no século 16 até que os relógios de pulso se tornaram populares após a Primeira Guerra Mundial, durante a qual um design de transição, relógios de trincheira, foram usados pelos militares. Os relógios de bolso geralmente têm uma corrente acoplada para permitir que sejam presos a um colete, lapela ou laço de cinto, e para evitar que sejam derrubados. Os relógios também eram montados em uma pulseira ou fob, de couro curto, quando uma corrente longa seria pesada ou provavelmente pegaria nas coisas. Este fob também poderia fornecer uma aba protetora sobre seu rosto e cristal. Os relógios femininos eram normalmente desta forma, com um relógio fob que era mais decorativo do que protetor. As correntes eram frequentemente decoradas com um pingente de prata ou esmalte, muitas vezes carregando as armas de algum clube ou sociedade, que por associação também ficou conhecido como fob. Aparelhos ostensivamente práticos, como uma chave de enrolar relógio, caixa de vesta, selo e/ou um cortador de charutos também apareceram em correntes de relógio, embora geralmente em um estilo excessivamente decorado. Também são comuns os prendedores projetados para serem colocados através de uma botoeira e usados em uma jaqueta ou colete, sendo este tipo frequentemente associado e nomeado após condutores de trem.
Uma das primeiras referências ao relógio de bolso está em uma carta em novembro de 1462 do relojoeiro italiano Bartolomeu Manfredi ao Marchese di Mantova Federico Gonzaga, onde ele lhe oferece um "relógio de bolso" melhor do que o pertencente ao Duque de Módena. No final do século 15, relógios movidos a mola apareceram na Itália e na Alemanha. Peter Henlein, um mestre serralheiro de Nuremberg, fabricava regularmente relógios de bolso em 1526. Depois disso, a fabricação de relógios de bolso se espalhou pelo resto da Europa à medida que o século 16 progrediu. Os primeiros relógios tinham apenas um ponteiro de uma hora, o ponteiro dos minutos apareceu no final do século 17.

## História
Os primeiros relógios a serem usados, feitos na Europa do século 16, eram de tamanho transitório entre relógios e relógios.  Esses "relógios-relógio" eram presos à roupa ou usados em uma corrente ao redor do pescoço. Eram cilindros de latão pesados em forma de tambor de vários centímetros de diâmetro, gravados e ornamentados. Eles tinham apenas uma hora de mão. O rosto não era coberto com vidro, mas geralmente tinha uma capa de latão articulada, muitas vezes decorativamente perfurada com grelha para que o tempo pudesse ser lido sem abrir. O movimento era feito de ferro ou aço e mantido junto com pinos cônicos e cunhas, até que os parafusos começaram a ser usados após 1550. Muitos dos movimentos incluíam mecanismos de greve ou alarme. A forma mais tarde evoluiu para uma forma arredondada; estes foram mais tarde chamados de ovos de Nuremberg.  Ainda mais tarde no século, houve uma tendência para relógios de formato incomum, e relógios-relógio em forma de livros, animais, frutas, estrelas, flores, insetos, cruzes e até crânios (relógios de cabeça da Morte) foram feitos.
Os estilos mudaram no século 17 e os homens começaram a usar relógios nos bolsos em vez de como pingentes (o relógio da mulher permaneceu um pingente até o século 20). Diz-se que isso ocorreu em 1675, quando Carlos II da Inglaterra introduziu os coletes. Para caber nos bolsos, sua forma evoluiu para a forma típica de relógio de bolso, arredondada e achatada sem bordas afiadas. O vidro foi usado para cobrir o rosto a partir de cerca de 1610. Começaram a ser usados relógios fobs, nome originário da palavra alemã fuppe, um pequeno bolso.  O relógio foi enrolado e também ajustado abrindo a parte de trás e encaixando uma chave em um caramanchão quadrado, e girando-o.

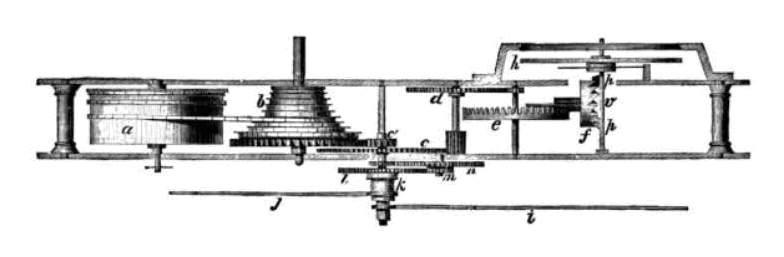
Movimento antigo do relógio de bolso verge fusée, de 1700

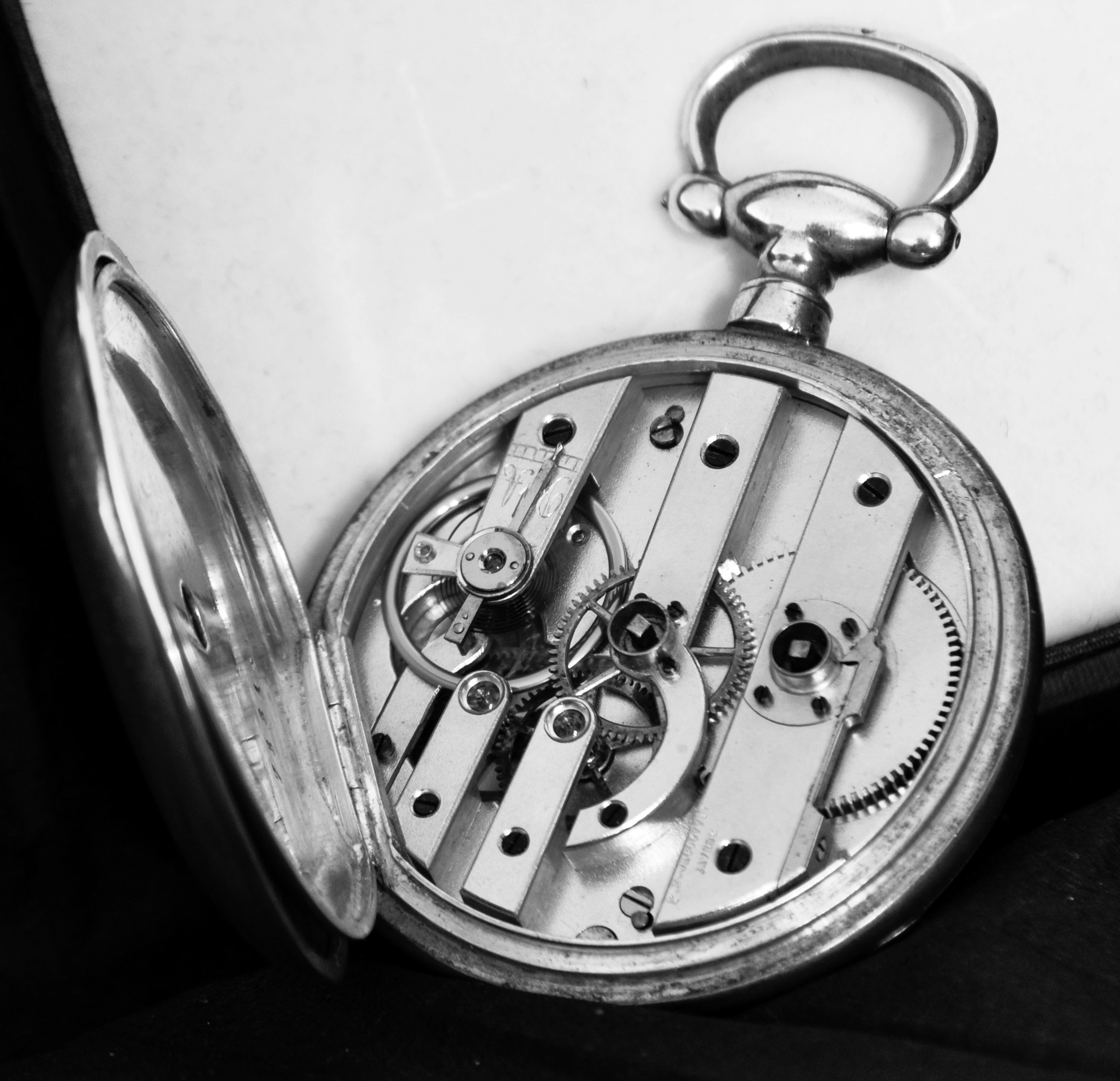
Um relógio de bolso francês da década de 1920

Até a segunda metade do século 18, os relógios eram itens de luxo; como uma indicação de quão valorizados eles eram valorizados, os jornais ingleses do século 18 muitas vezes incluem anúncios oferecendo recompensas de entre uma e cinco guineas apenas por informações que poderiam levar à recuperação de relógios roubados. No final do século 18, no entanto, os relógios (embora ainda em grande parte feitos à mão) estavam se tornando mais comuns; Relógios baratos especiais foram feitos para venda aos marinheiros, com pinturas toscas, mas coloridas, de cenas marítimas nos mostradores.

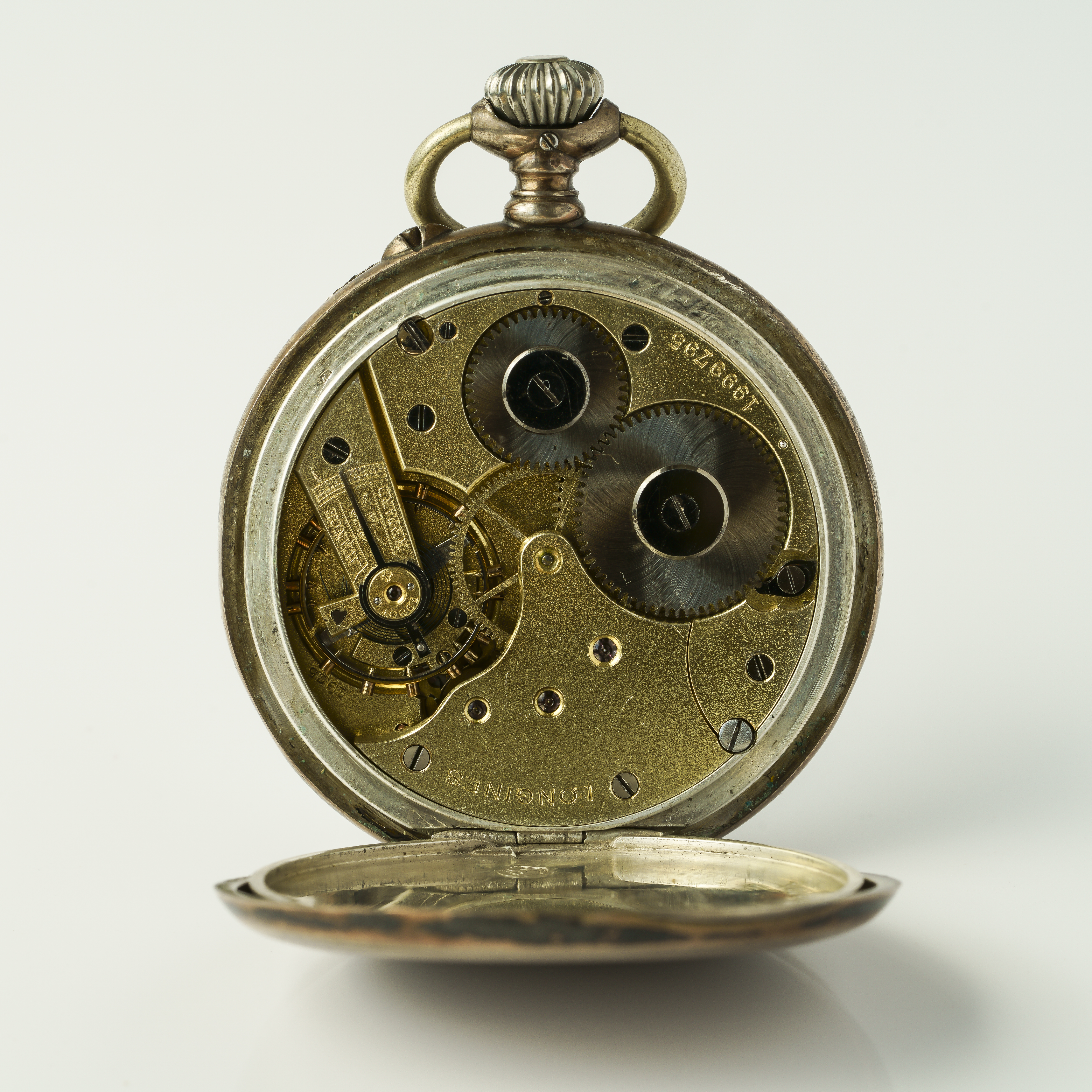
Um relógio de bolso, recuperado do naufrágio do Titanic de vítima desconhecida do naufrágio

Até a década de 1720, quase todos os movimentos de relógio eram baseados na fuga de beira, que havia sido desenvolvida para grandes relógios públicos no século 14. Esse tipo de escape envolvia um alto grau de atrito e não incluía nenhum tipo de joia para proteger as superfícies de contato do desgaste. Como resultado, um relógio de borda raramente poderia atingir qualquer alto padrão de precisão. (Os exemplos sobreviventes na maioria das vezes correm muito rápido, muitas vezes ganhando uma hora por dia ou mais.) A primeira melhoria amplamente utilizada foi o escape de cilindro, desenvolvido pelo Abbé de Hautefeuille no início do século 18 e aplicado pelo fabricante inglês George Graham. Então, no final do século 18, o escape de alavanca (inventado por Thomas Mudge em 1755) foi colocado em produção limitada por um punhado de fabricantes, incluindo Josiah Emery (um suíço baseado em Londres) e Abraham-Louis Breguet. Com isso, um relógio doméstico poderia manter o tempo dentro de um minuto por dia. Os relógios Lever tornaram-se comuns após cerca de 1820, e este tipo ainda é usado na maioria dos relógios mecânicos.
Em 1857, a American Watch Company em Waltham, Massachusetts, introduziu o Waltham Model 57, o primeiro a usar peças intercambiáveis. Isso reduziu o custo de fabricação e reparo. A maioria dos relógios de bolso do Modelo 57 estava em uma moeda de prata ("um nove fino"), uma liga de prata 90% pura comumente usada em moedas de dólar, um pouco menos pura do que a prata esterlina britânica (92,5%), ambos os quais evitaram a maior pureza de outros tipos de prata para fazer moedas circulantes e outros objetos de prata utilitária durarem mais tempo com uso pesado.
A fabricação de relógios estava se tornando simplificada; a família Japy de Schaffhausen, na Suíça, liderou o caminho nisso, e logo depois a recém-nascida indústria relojoeira americana desenvolveu muitas máquinas novas, de modo que em 1865 a American Watch Company (mais tarde conhecida como Waltham) poderia produzir mais de 50 000 relógios confiáveis a cada ano. Este desenvolvimento tirou os suíços de sua posição dominante na extremidade mais barata do mercado, obrigando-os a elevar a qualidade de seus produtos e estabelecer-se como os líderes em precisão e precisão.

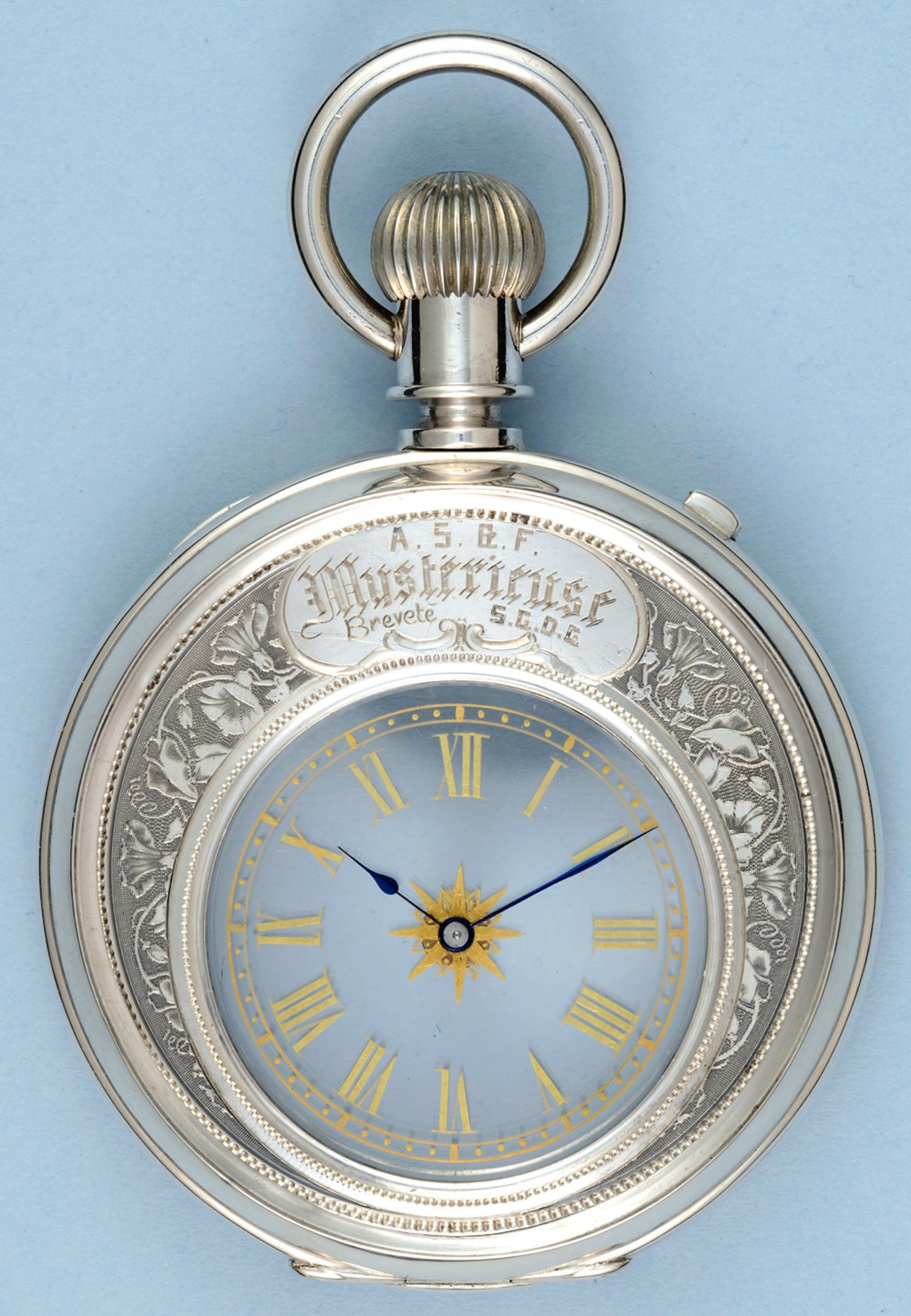
Um chamado "relógio misterioso" com um mostrador transparente, c. 1889, Musée d'Horlogerie de Le Locle, Suíça. É o primeiro relógio transparente.

## Galeria de imagens

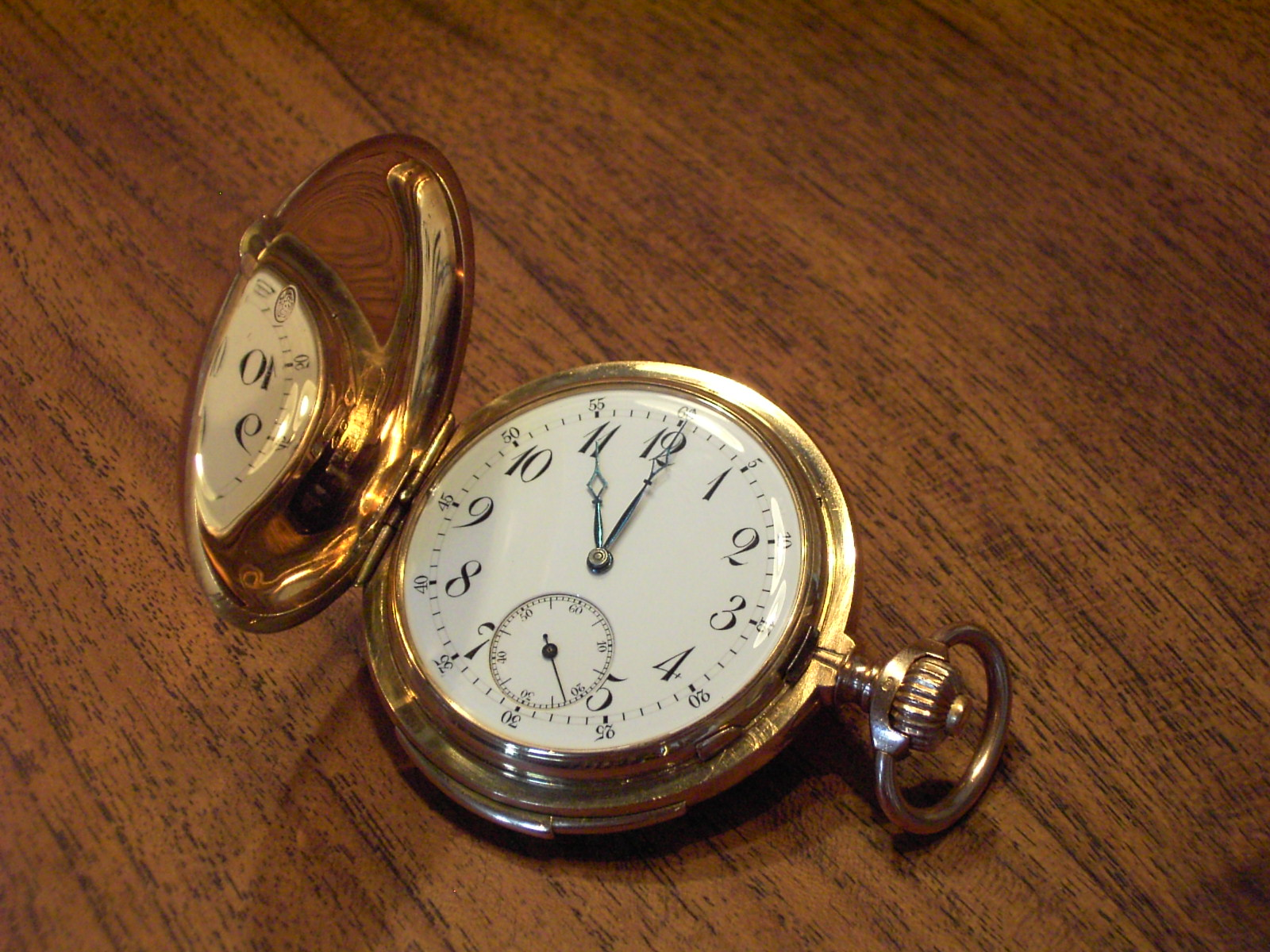
Relógio de bolso.
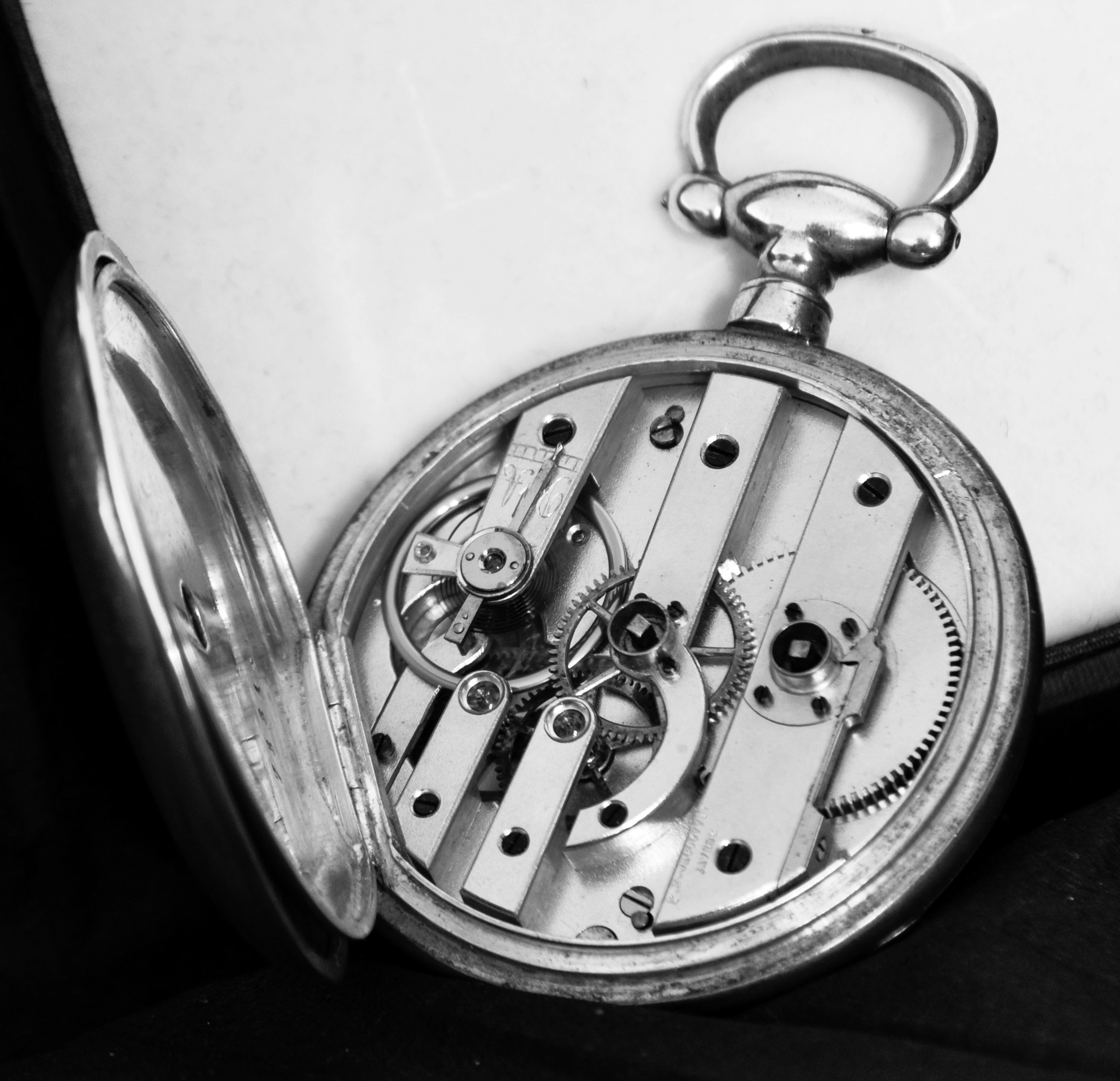
Interior de um relógio de bolso francês.